# Saxifraga selemdzhensis
Saxifraga selemdzhensis är en stenbräckeväxtart som beskrevs av Gorovoi och Vorosh.. Saxifraga selemdzhensis ingår i Bräckesläktet som ingår i familjen stenbräckeväxter. Inga underarter finns listade i Catalogue of Life.